# Katerini
Katerini (řecky: Κατερίνη) je město v centrální Makedonii v Řecku a hlavní město prefektury Pieria.
Katerini se nachází 50 km jižně od Soluně na důležité silnici E75 do Atén a s více než 50 tisíci obyvateli je centrem regionu Pieria. Díky své poloze pod Olympem je východiskem do turisticky oblíbených lokalit Korinós, Paralia, Olympiaki Akti či Dion.

## Historie
Nedaleko se odehrála roku 168 př. n. l. bitva u Pydny. Ze třináctého století pochází písemná zmínka o osadě jménem Atera, která mohla být předchůdcem města; podle jiné verze je pojmenováno podle svatyně Kateřiny Alexandrijské. Součástí Řecka je Katerini od roku 1912. Po řecko-turecké válce proběhla výměna obyvatel, většina muslimů město opustila a přišli Řekové z Východní Thrákie. Významnou menšinou jsou Arumuni, žijí zde také imigranti z Albánie nebo Sýrie.

## Ekonomika
V okolí se pěstuje tabák a ovoce (kiwi, jahody). Na území obce se nachází 230 hotelů s celkovým počtem 8600 lůžek. Sídlí zde katedra managementu Mezinárodní helénské univerzity.

## Galerie

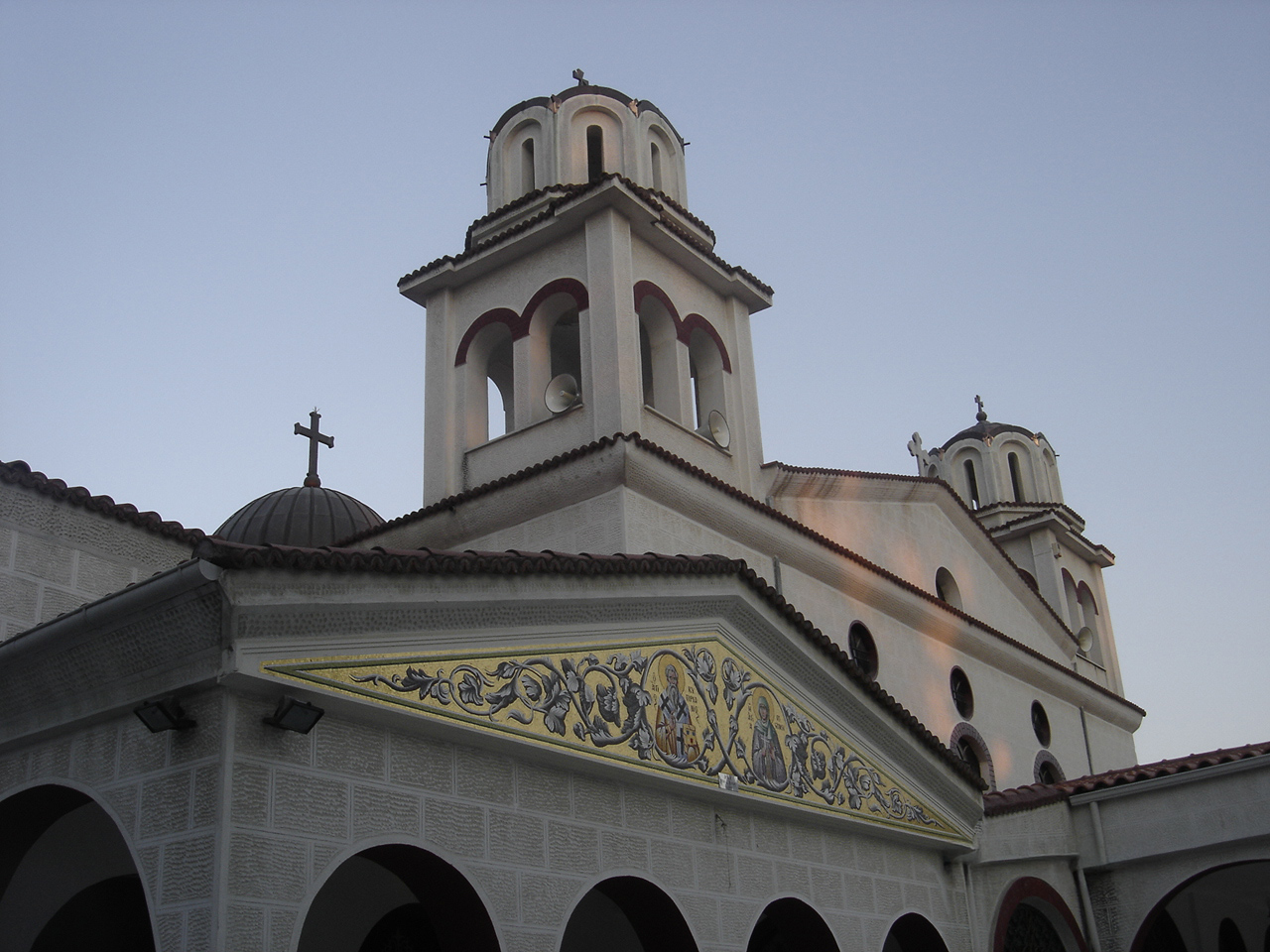
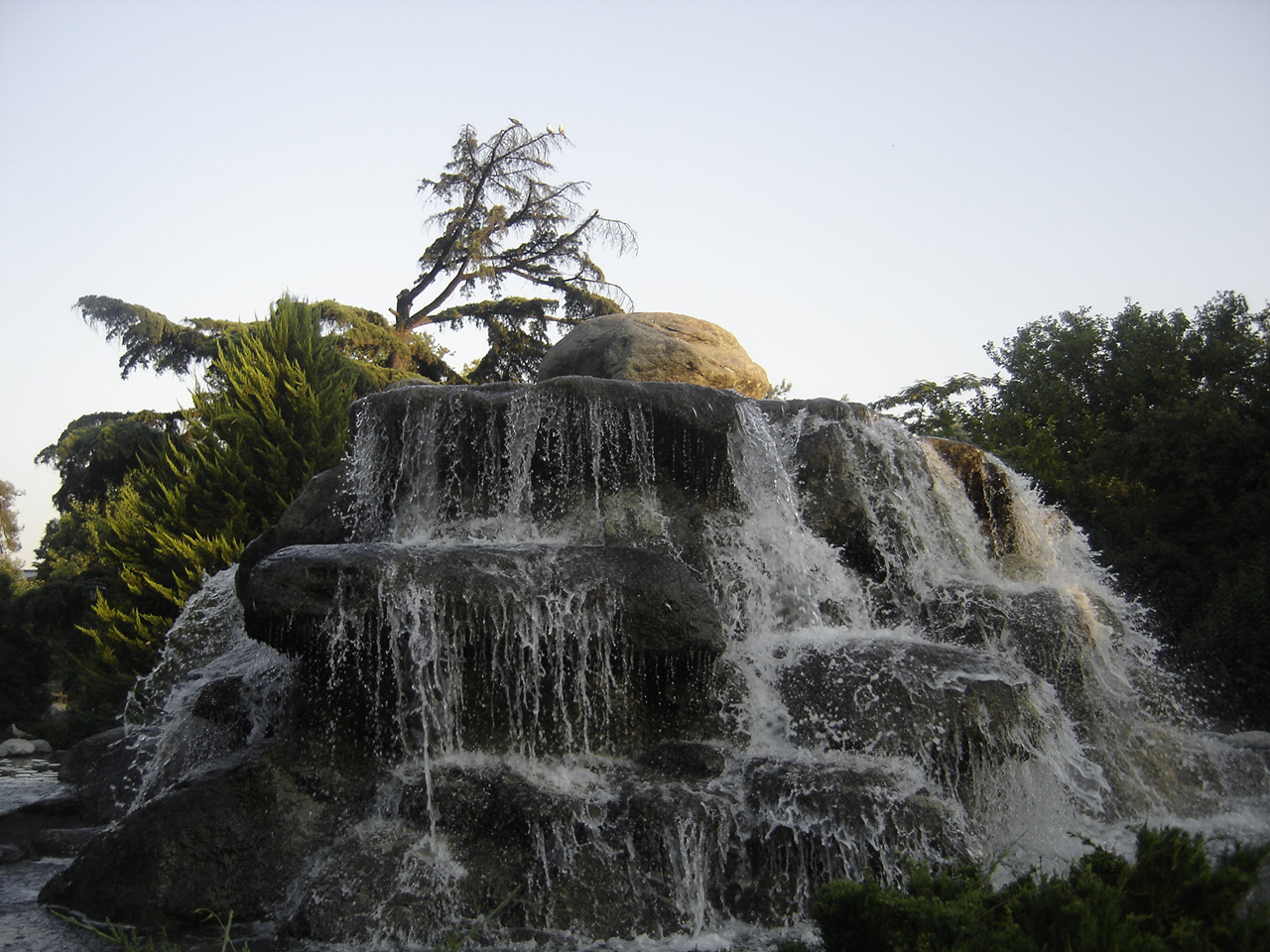

## Partnerská města
- Čačak, Srbsko
- Moosburg, Rakousko
- Maintal, Německo
- Surgut, Rusko